# José María Morelos y Pavón, Champotón
José María Morelos y Pavón är en ort i Mexiko.   Den ligger i kommunen Champotón och delstaten Campeche, i den östra delen av landet, 900 km öster om huvudstaden Mexico City. José María Morelos y Pavón ligger 39 meter över havet och antalet invånare är 678.
Terrängen runt José María Morelos y Pavón är platt. Runt José María Morelos y Pavón är det glesbefolkat, med 11 invånare per kvadratkilometer. Närmaste större samhälle är Xbacab, 16,8 km söder om José María Morelos y Pavón. I omgivningarna runt José María Morelos y Pavón växer i huvudsak städsegrön lövskog.